# Jan Johansen
Jan Christian Johansen (nacido el 9 de enero de 1966), hijo del famoso músico de jazz Egil Johansen y  Ellen Böbak) es un famoso artista musical sueco.
Comenzó su interés por la música desde muy pequeño, empezando a tocar los tambores de la orquesta de su padre (más tarde, aprendería igualmente a tocar el teclado, la guitarra y el bajo). Tras sus estudios de música en la escuela de Framnäs, comenzó a cantar en el grupo Off Duty. En 1993 hizo su primera aparición en las listas de éxitos de su país, al interpretar junto a Erica Norberg el tema "Lost in Paradise".
Pero, sin lugar a dudas, su fama a nivel nacional llegó en 1995, al resultar vencedor del Melodifestivalen de ese año. La canción ganadora "Se på mig" ("Mírame") permaneció durante 15 semanas en el número uno de la lista de los más vendidos. Con dicho tema, alcanzaría la tercera posición en el Festival de la Canción de Eurovisión celebrado en Dublín ese mismo año. 
Finalmente, publicó su álbum debut "Johansen", llegando a vender 160,000 ejemplares. Tras la publicación de otros dos trabajos, en 1999 trabajó durante seis meses en el musical "Candle In The Wind" en Oslo. [cita requerida]
Un año más tarde, colaboraría en dos diferentes programas de televisión: "Diggiloo", junto a Kim Kärnfalk, y en "Fångarna på fortet". Igualmente, fue uno de los participantes de la gala televisiva "ABBA Tribute" celebrada en el Globen de Estocolmo.
Johansen ha probado suerte en otras ocasiones en la preselección nacional de su país para Eurovisión:
- En 2001 con la canción "Ingenmansland" ("Tierra De Nadie"), alcanzando la cuarta posición con 104 puntos.
- En 2002 con "Sista Andetaget" ("El Último Respiro"), donde consiguió la séptima posición con 65 puntos.
- En 2003, cuando junto a Pernilla Wahlgren interpretó el tema "Let Your Spirit Fly", consiguiendo clasificarse en su semifinal y obteniendo la segunda posición en la gran final.
- En 2020, interpretando la canción "Miraklernas tid". En esta ocasión, Johansen fue seleccionado tras la descalificación del intérprete original, Thorsten Flinck, al descubrirse que este último estaba acusado por amenazas y vandalismo.

Además de su relación con la preselección nacional de Suecia, ha sido el compositor de un tema para la preselección noruega de 2001. Dicha canción, "Looking For Love" fue interpretada por el artista noruego Rasmus Högset.
Durante el año 2003 tomó parte en la gira "Cornelis I Våra Hjärtan".

## Discografía
- 1995 - "Johansen"
- 1996 - "Johansen 2"
- 1997 - "Roll Tide Roll" (colaboración musical con su padre, Egil Johansen)
- 2001 - "Fram Till Nu"
- 2002 - "Hela Vägen Fram"
- 2003 - "X My Heart"